# Font dels Cinc Canalons

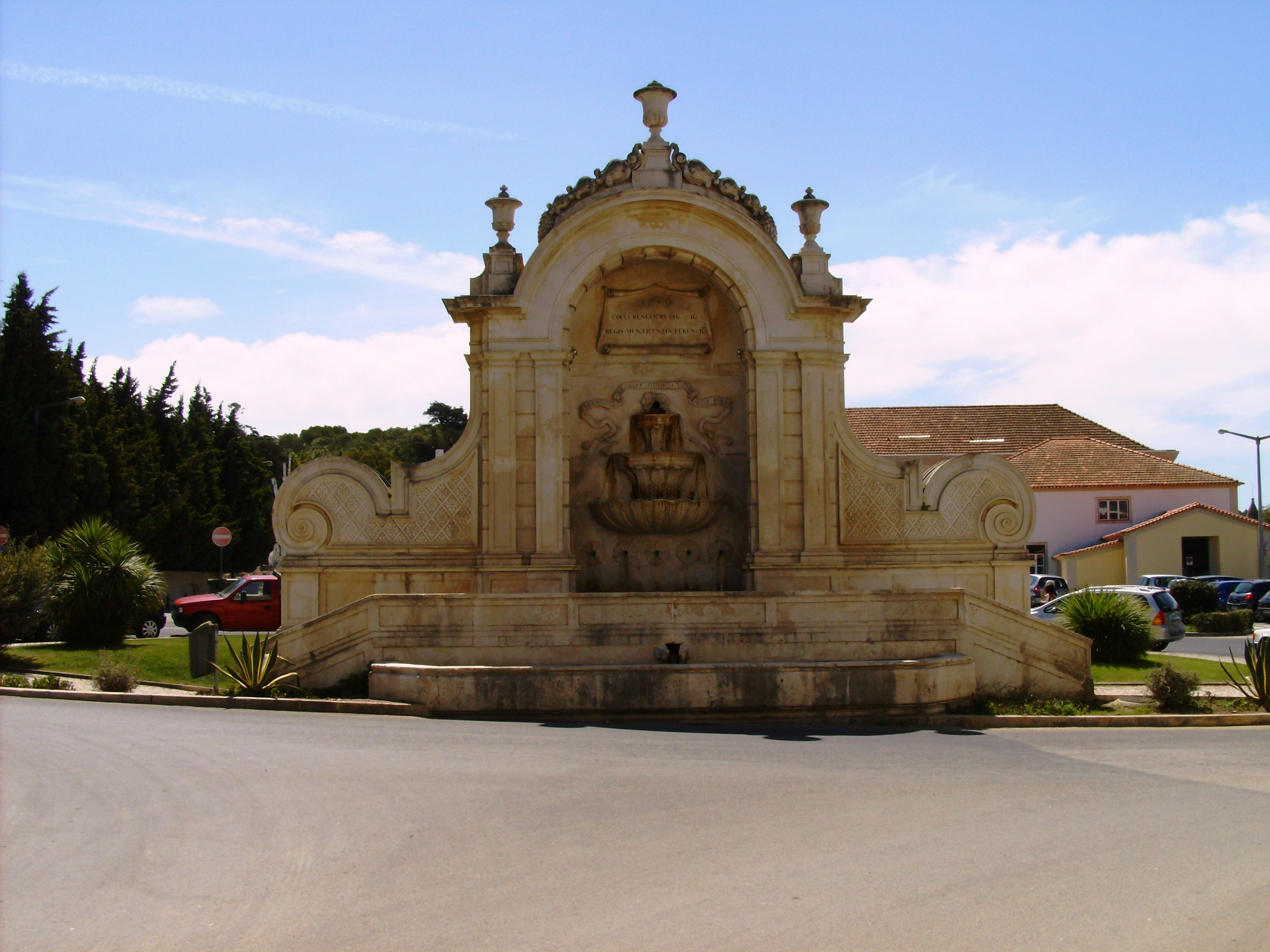
Font dels Cinc Canalons, Caldas da Rainha

La Font dels Cinc Canalons es troba a la freguesia de Nossa Senhora do Pópulo, ciutat i municipi de Caldas da Rainha, districte de Leiria, a Portugal.
Es tracta d'una font, del 1748, la darrera de les tres edificades a l'època de les caldes. Destaca per ser la més imposant de les tres, per les dimensions i les volutes per on l'aigua cau, en cascada. És un dels tres edificis que va fer Joan V entre el 1748 i el 1751.
D'acord amb les inscripcions epigràfiques d'aquests equipaments, els canalons són una al·lusió a la set plèiades, filles d'Atlas i de la oceànide Plèione, i reprenen així un tema de la mitologia clàssica, habitual en la iconografia barroca de l'arquitectura relacionada amb l'aigua.
Reformada al 1908, l'Institut Portuguès del Patrimoni Arquitectònic (IPPAR) la va classificar com a Immoble d'Interès Públic al1982.